# Transponder (Satellit)
Ein Transponder auf einem Satelliten empfängt Daten und strahlt sie wieder ab. Zum Beispiel kann eine Erdfunkstelle Datensignale für Fernsehen an einen geostationären Satelliten senden, die dieser zurück auf die Erde schickt. Jede geeignete Satellitenantenne mit Sichtverbindung zum Satelliten kann das Signal empfangen. 

## Aufbau

Vereinfachtes Blockdiagramm eines Transponders.

Im stark vereinfachten Blockdiagramm arbeitet die Antenne links sowohl als Empfänger (Rx: engl. receive), als auch als Sender (Tx: engl. transmit). Der Orthomode Transducer (OMT) separiert bzw. vereinigt die zwei Polarisationen der Mikrowellenstrahlung, während der Diplexer (DX) die Empfangs- und Sendestrahlung zur Antenne zusammenführt. Die Bandpassfilter begrenzen das Signal. Der Empfänger (RD, engl. Receiver) mit den Mischern bzw. Digital Down Convertern verschiebt die Signale zu tieferen Frequenzen, um die Weiterbearbeitung zu vereinfachen. Vom Eingangs-Demultiplexer (IMUX) aus gelangen sie zur Schaltmatrix (SWM), die  die Signale auf die Leistungsverstärker (AMP) verteilt. Als störanfälligstes Glied des Transponders sind Leistungsverstärker hochredundant ausgelegt (beispielsweise 19:16, d. h. 19 Verstärker für 16 Signale). Die Leistungssignale fasst der Ausgangsmultiplexer (OMUX) zusammen und leitet sie an den Diplexer zur Übertragung weiter.

## Datenrate
Im Ku-Band beträgt die Bandbreite eines Transponders typischerweise 36 MHz. Damit lässt sich ein analoger Fernsehkanal mit einem Frequenzumfang von ca. 5 MHz übertragen. Die Abschätzung folgt aus der Carson-Formel bei einem Frequenzhub von 10 MHz. 
Ein rauschbelasteter Digitalkanal von 36 MHz Bandbreite mit einem Signal/Rauschverhältnis von 10 dB könnte im Idealfall ca. 100 Mbps übertragen. Reale Effektivwerte liegen bei 40 Mbps, entsprechend der Kapazität für 16 einfache Digital-TV Kanäle (ca. 2 Mbps pro Kanal) bzw. 4 HDTV Kanäle (5–8 Mbps pro Kanal). 
Ein großer Satellit mit einer elektrischen Leistung von 10 kW kann ca. 50 Transponder betreiben und ca. 500 Fernsehprogramme ausstrahlen. 
Satellitenanbieter vermieten Transponderkapazitäten für ca. 4000 EUR pro MHz im Monat, entsprechend ca. 2 Millionen € pro Jahr für einen Transponder mit 40 MHz Bandbreite.
Für Übertragungen wie z. B. Liveschaltungen in Nachrichtensendungen werden von Drittanbietern Slots auf Transpondern von etwas älteren oder nicht so populären Satelliten angeboten. Die Kosten für diese Feeds liegen je nach Bandbreite bei ca. 3 € (4,5 MHz-Slot) pro Minute.

## Arbeitsweise
Die meisten Transponder arbeiten transparent. Sie empfangen Daten und strahlen sie unmittelbar in einer anderen Frequenz wieder ab. Dafür hat sich im englischen Sprachgebrauch die Ausdrucksweise Bent Pipe eingebürgert. Wie durch ein gekrümmtes Rohr wird der Datenstrom ohne qualitative Veränderung weitergeleitet. 
Anders der Regenerativ-Modus. Satelliten empfangen die Daten, demodulieren, decodieren und korrigieren sie, um sie erneut zu codieren und an ausgewählte Empfänger weiterzuleiten.